# Galeottia burkei
Galeottia burkei är en orkidéart som först beskrevs av Heinrich Gustav Reichenbach, och fick sitt nu gällande namn av Robert Louis Dressler och Eric Alston Christenson. Galeottia burkei ingår i släktet Galeottia och familjen orkidéer. Inga underarter finns listade i Catalogue of Life.